# Idaea effuscata
Idaea effuscata är en fjärilsart som beskrevs av Galvagni 1903. Idaea effuscata ingår i släktet Idaea och familjen mätare. Inga underarter finns listade i Catalogue of Life.